# Округ Хол (Тексас)
Округ Хол (енгл. Hall County) је округ у америчкој савезној држави Тексас. По попису из 2010. године број становника је 3.353.

## Демографија
Према попису становништва из 2010. у округу је живело 3.353 становника, што је 429 (11,3%) становника мање него 2000. године.
| Група             | 2000.         | 2010.         |
| Белци             | 2.397 (63,4%) | 1.998 (59,6%) |
| Афроамериканци    | 311 (8,2%)    | 242 (7,2%)    |
| Азијати           | 6 (0,2%)      | 3 (0,1%)      |
| Хиспаноамериканци | 1.040 (27,5%) | 1.087 (32,4%) |
| Укупно            | 3.782         | 3.353         |